# Мелюченко, Виктор Кузьмич
Виктор Кузьмич Мелюченко (1918—1975) — председатель рыболовецкого колхоза «Рассвет Севера» Охотского района Хабаровского края, Герой Социалистического Труда (1957).

## Биография
Родился в 1918 году во Владивостоке в семье потомственного рыбака. По национальности русский. В начале 1920-х годов его семья переехала в портовый город (ныне — посёлок) Охотск.
В 1937 году, после окончания школы, В. К. Мелюченко вступил в охотский рыболовецкий колхоз «Рассвет Севера», вскоре стал бригадиром рыболовецкой бригады. В послевоенные годы он, вместе с другим бригадиром И. И. Денекиным, выступили инициаторами соревнования за вылов ста тысяч пудов рыбы на ставной невод. В первый год соревнования такой улов взяла бригада Мелюченко, на следующий год — обе бригады. Позже их соревновательный почин был подхвачен всеми бригадами, и улов в 100 тысяч пудов и более стал доступен многим бригадам Охотского побережья.
В 1952 году Виктор Кузьмич был избран председателем колхоза. Под его руководством охотские промысловики значительно увеличили вылов — ежегодно колхозом добывалось свыше миллиона центнеров рыбы. Будучи председателем колхоза, он активно помогал рыбакам в их работе, вместе с И. И. Денекиным учил их бороться со льдами в разгар хода рыбы. Мелюченко сделал всё возможное, чтобы обеспечить все бригады колхоза сетными мешками и рамами, в которых можно было доставлять рыбу живой к месту обработки. Обзавёлся при нём колхоз и тремя сейнерами РС-300, позволявших активно промышлять рыбу в море. Имея богатый рыбацкий опыт, он предложил навешивать на центральный невод по две ловушки, в результате чего уловы удвоились, и убедил всех бригадиров колхоза применить это и другие новшества. Также, помимо рыбного промысла, при Мелюченко в колхозе имелась крупная (для северного района) животноводческая ферма, стадо дойных коров, первая на Охотском побережье птицеферма, промышленно выращивались картофель, капуста и другие овощи.
Указом Президиума Верховного Совета СССР от 2 марта 1957 года за выдающиеся успехи, достигнутые в работе по увеличению добычи рыбы, и широкое применение передовых методов труда присвоено звание Героя Социалистического Труда с вручением ордена Ленина и золотой медали «Серп и Молот».
В марте 1961 года к колхозу «Рассвет Севера» был присоединён колхоз имени Орджоникидзе (центральная усадьба — село Резиденция). В. К. Мелюченко остался председателем объединённого колхоза, занимая этот пост до выхода на заслуженный отдых в 1967 году.
Был членом КПСС, избирался делегатом XIX съезда КПСС (1952), депутатом Охотского поселкового Совета депутатов трудящихся.
После ухода на пенсию по-прежнему проживал в Охотске. Умер в 1975 году.

## Награды
- Герой Социалистического Труда (2.3.1957)
- Орден Ленина (2.3.1957)
- медали СССР

## Память
В посёлке Охотск на доме, в котором жил В. К. Мелюченко, установлена мемориальная доска.